# Feser-Graf Gruppe
Die Feser, Graf & Co. Automobil Holding GmbH ist die Konzernobergesellschaft der Feser-Graf Gruppe, einem Automobilhandelsunternehmen mit Sitz in Nürnberg. Die im Jahr 2000 gegründete Unternehmensgruppe betreibt über 60 Autohäuser und zwei Motorradbetriebe an insgesamt über 70 Standorten in der Metropolregion Nürnberg sowie in Sachsen-Anhalt. Im Geschäftsjahr 2022 wurden 70.000 Fahrzeuge verkauft, davon 40.000 Neuwagen und 30.000 Gebrauchtwagen.

## Geschichte
Die Anfänge der Gruppe gehen bis in das Jahr 1929 bzw. 1947 zurück, als Walter und Charlotte Feser, die Großeltern des heutigen Gesellschafters Uwe Feser, eine Motorradwerkstatt in Bernburg gründeten.
1947 gründete Wilhelm Graf Senior eine Reparaturwerkstatt in Fürth. Ende der fünfziger Jahre siedelte die Familie Feser nach Schwabach bei Nürnberg um und eröffnete dort mit ihrem Sohn Udo 1960 einen Volkswagen-Betrieb.
2000 erfolgte die Fusion zur heutigen Feser-Graf Gruppe und der Ausbau zum Marktführer in der Metropolregion Nürnberg. 2003 wurde der Neubau des Audi und Volkswagen Zentrums Nürnberg-Marienberg in der Nähe des Flughafens abgeschlossen.
2006 folgte der Neubau und die Eröffnung des Audi Zentrum Nürnberg-Feser sowie des Lamborghini Showrooms Nürnberg in der Nopitschstraße. Im gleichen Jahr erfolgte die Übernahme von Auto Wormser in Höchstadt.
2008 schloss sich die Feser-Graf Gruppe mit dem Autohaus Rechter in Lauf zusammen.
2009 wurde das Autohaus Joachim in Roth in die Unternehmensgruppe integriert.
Im Jahr 2011 wurde die Feser-Biemann GmbH nach dem Zusammenschluss mit den Autohäusern Biemann in Erlangen und Forchheim gegründet.

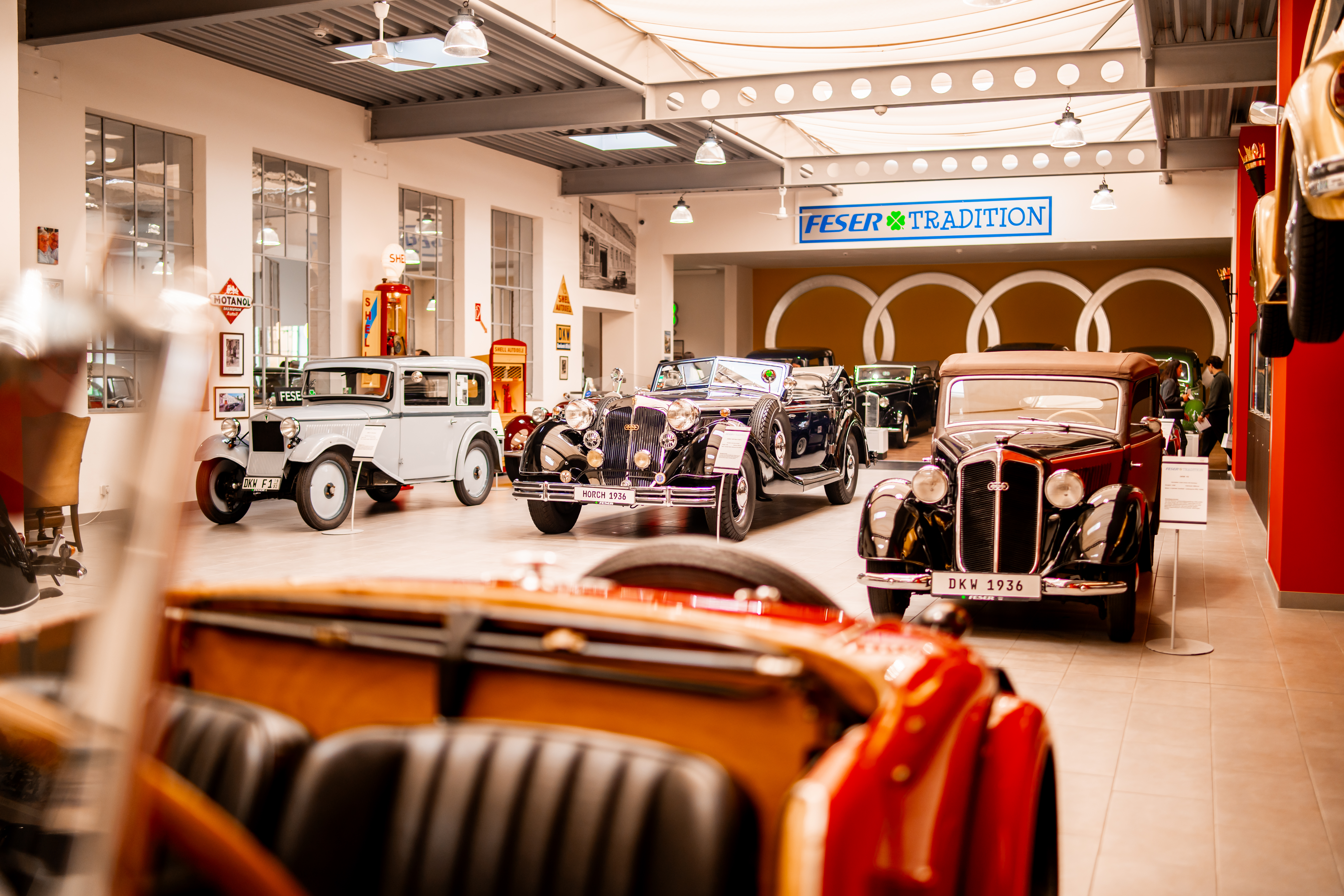
Oldtimer Museum „Feser-Tradition“

2012 wurde das private Oldtimer Museum „Feser-Tradition“ in Schwabach eröffnet, das mehr als 70 Fahrzeuge der Baujahre 1921 bis 1990 zeigt.
2013 eröffnete das Porsche Service Zentrum Nürnberg-Südwest am Fernmeldeturm.
2014 übernahm die Feser-Graf Gruppe das insolvente Audi Zentrum Magdeburg als zweiten Standort in Sachsen-Anhalt. Zu dieser Zeit war die Zahl der Betriebe der Unternehmensgruppe auf 37 angestiegen.
2016 wurde Feser-Biemann durch einen Standort in Herzogenaurach erweitert.
Im Jahr 2017 eröffnete das Lackierzentrum Kießling in Fürth. Im gleichen Jahr wurde durch die Gründung des neuen Feser-Breitschwert Standorts in Burgoberbach bei Ansbach ein neues Audi Terminal, ein Škoda sowie ein Seat Autohaus errichtet.
2018 wurde Feser Scharf am Standort Hallstadt bei Bamberg gegründet und die beiden britischen Marken Jaguar und Land Rover in das Verkaufsprogramm aufgenommen. Im gleichen Jahr baute Feser Magdeburg ein neues Seat und Škoda Autohaus.
Am Standort Nürnberg in der Nopitschstraße wurde ein Lamborghini Showroom fertiggestellt und das Gebäude um das Dreifache seiner Fläche erweitert.
2019 folgte die Eröffnung eines neuen VW-Nutzfahrzeuge Service-Standortes in Kitzingen.
Im selben Jahr fand der Spatenstich für den Baubeginn des neuen Verwaltungsgebäudes der Feser-Graf Gruppe am Standort Nürnberg-Süd statt. Diese wurde 2020, im Jahr des 20-jährigen Jubiläums, eröffnet.
2021 erfolgte die Gründung der Feser-Zweirad GmbH - Ducati Nürnberg in Fürth, seither werden auch Motorräder der Marke Ducati verkauft.
2022 integrierte die Feser-Graf Gruppe die Kia Betriebe der Feser Scharf Metropol GmbH mit Standorten in Nürnberg, Roth und Schwabach, den Hyundai Betrieb in Forchheim sowie die Motorradmarke Triumph am Standort in Nürnberg. Des Weiteren fusionierte die Feser-Graf Gruppe mit der Heise-Gruppe aus Sachsen-Anhalt und integrierte dabei die beiden Betriebe in Dessau und Köthen.
2023 wurde ein neuer Audi Neuwagen Standort von Feser-Heise in Dessau eröffnet sowie neue Hyundai Standorte in Nürnberg und Fürth. Außerdem öffnete inmitten der Nürnberger Innenstadt die CUPRA Garage am Hallplatz 23.
2024 wurde die Marke MG Motor am Standort Schwabach aufgenommen sowie die neue Marke Bentley am Standort in Roth integriert. Zudem eröffnete ein neuer SEAT/CUPRA Standort von Feser-Heise in Dessau.

## Unternehmensstruktur
Die Feser-Graf Gruppe gliedert sich in 32 GmbHs an 17 Standorten und wird übergeordnet von der Feser, Graf & Co. Automobil Holding GmbH in Nürnberg geführt.

## Gesellschafter
- Zembsch GmbH, Aue  15,45 %
- Uwe Feser  69,3 %
- Udo Feser  0,25 %
- WG Beteiligungs-Verwaltungs GmbH (Walter Graf)  15 %

## Geschäftsführung
Die heutigen Gesellschafter Uwe Feser und Wilhelm Graf traten 1982 beziehungsweise 1977 in das jeweilige Familienunternehmen ein. Die Geschäftsführer der Feser, Graf & Co. Automobil Holding GmbH Markus Kugler und Till Heinrich leiten die Unternehmensgruppe gemeinsam seit dem Jahr 2015.

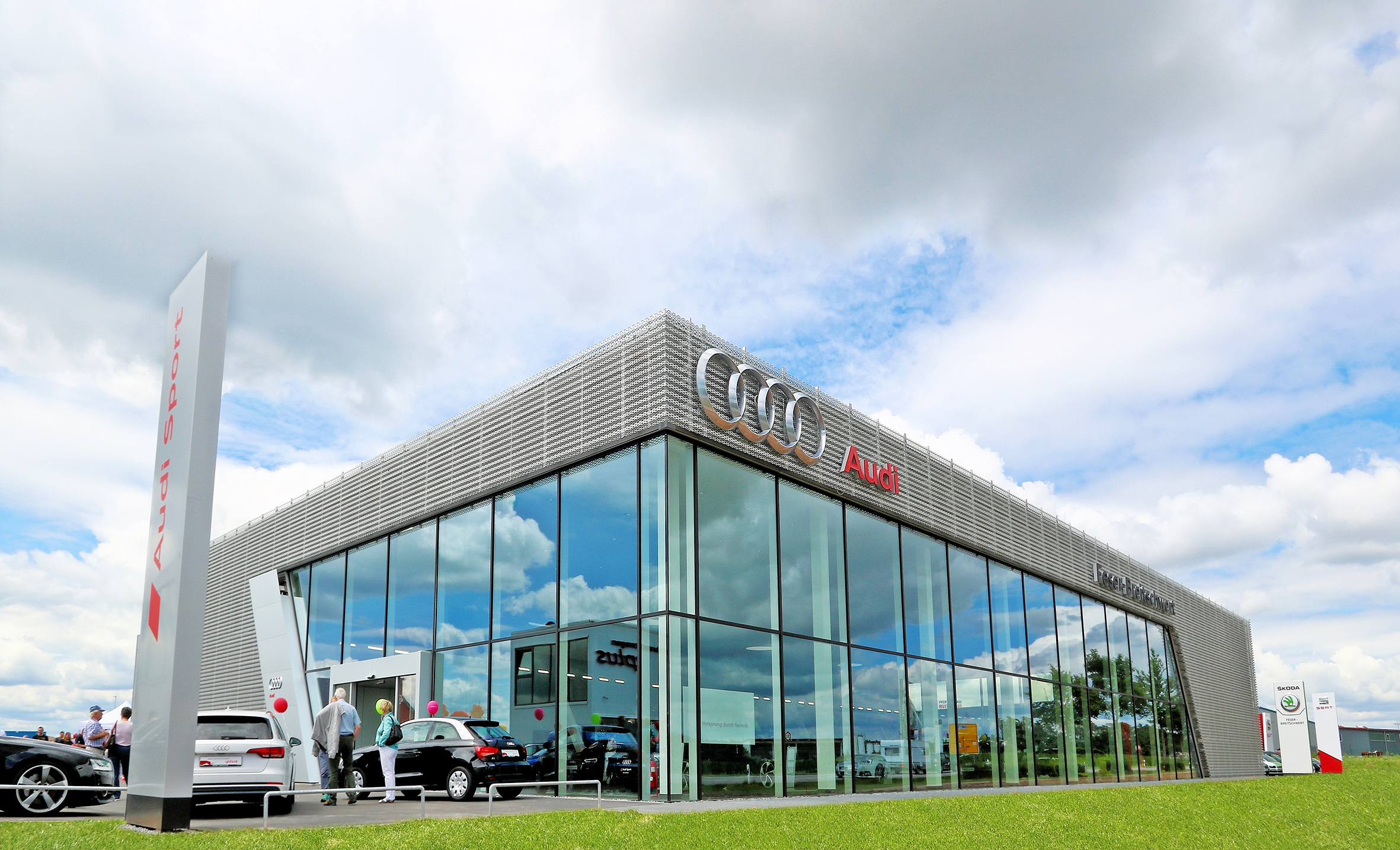
Das Audi Terminal in Burgoberbach

## Standorte
- Baiersdorf
- Bernburg
- Burgoberbach
- Cadolzburg
- Dessau
- Erlangen
- Forchheim
- Fürth
- Hallstadt
- Heideck
- Herzogenaurach
- Höchstadt a.d. Aisch
- Köthen
- Lauf
- Magdeburg
- Nürnberg, Unternehmenssitz/Verwaltung
- Nürnberg-Marienberg
- Roth
- Schwabach

## Großkundenleistungszentrum
An sieben Standorten in der Metropolregion Nürnberg befinden sich die Großkundenleistungszentren der Feser-Graf Gruppe: Nürnberg, Fürth, Höchstadt, Lauf, Erlangen/Forchheim, Roth und Schwabach. 20 Fuhrparkmitarbeiter kümmern sich markenübergreifend um das Großkunden-Fuhrparkmanagement.

## Uwe Feser Kinderstiftung
Die 2014 gegründete Uwe Feser Stiftungsgesellschaft hilft in der fränkischen Region Not leidenden Kindern und Familien. Die Unterstützung erfolgt in Form von Geld- oder Sachspenden. Neben der materiellen Hilfe ist es Ziel der Stiftung, benachteiligten Kindern und Jugendlichen Perspektiven aufzuzeigen.
Mithilfe der ca. 330 Unterstützer der Stiftung wurden bereits 124 erfolgreiche Projekte umgesetzt, bei denen ca. 815 Kindern geholfen werden konnte.

## Auszeichnungen
- 2016–2019: Audi Top Service Partner (verschiedene Audi Betriebe der Feser-Graf Gruppe)[17]
- 2018: Platz 4 der Kundenzufriedenheitsumfrage Deutschlandtest Focus Money, Feser-Graf Gruppe[18]
- 2017: Audi Twin Cup Weltmeistertitel, Audi Zentrum Fürth[19]
- 2017: Top 50 Škoda Betriebe Deutschlands, Feser-Joachim und Feser-Lauf[20]